# Bernard Hebda
Bernard Anthony Hebda (nascido em 3 de setembro de 1959) é um prelado americano da Igreja Católica Romana que atua como décimo segundo arcebispo comum da arquidiocese de São Paulo e Minneapolis desde 24 de março de 2016.
Antes de sua instalação como arcebispo das Cidades Gêmeas , Hebda atuava como administrador apostólico dessa arquidiocese desde junho de 2015, bem como arcebispo coadjutor da arquidiocese de Newark desde setembro de 2013. Antes disso, ele era o bispo de a Diocese de Gaylord a partir de 2009-2013, bem como na Cúria romana sobre o Conselho Pontifício para os Textos legislativos .
Além de inglês, ele fala italiano e sabe latim, francês e espanhol.

## Infância e educação
Hebda nasceu em Pittsburgh, Pensilvânia, em 1959, na comunidade de Brookline. Ele freqüentou a High School Católica de South Hills (atualmente Seton-La Salle Catholic High School ) e, em seguida, freqüentou a Universidade de Harvard, onde se formou em ciência política em 1980. Ele ganhou um JD da Columbia Law School na Parker School of Foreign and Comparative Law em 1983.
Ele ingressou no seminário e estudou filosofia no Saint Paul Seminary, em Pittsburgh, de 1984 a 1985. Ele viveu no Pontifício Colégio Norte-Americano em Roma e frequentou a Pontifícia Universidade Gregoriana , onde obteve o Bacharelado em Teologia Sagrada (1985-1988) e um licenciado em Direito Canônico (1988-1990).

## Sacerdócio
Em 1 de julho de 1989, foi ordenado sacerdote para a Diocese de Pittsburgh, onde ocupou os seguintes cargos: padre assistente na paróquia da Purificação da Virgem Maria em Ellwood City (1989), secretário pessoal do bispo Donald Wuerl e mestre de cerimônias (1990-1992), e pastor na paróquia Prince of Peace em Pittsburgh (South Side) (1992-1995), juiz do tribunal diocesano (1992-1996) e diretor do Newman Center em Slippery Rock Universidade (1995-1996).
Ele trabalhou em Roma no Pontifício Conselho para Textos Legislativos, a partir de 10 de setembro de 1996. Em 16 de fevereiro de 2000, ele foi nomeado monsenhor. Desde 2003, ele atuou como subsecretário do Conselho Pontifício.
Em Roma, Hebda também foi diretor espiritual adjunto do Pontifício Colégio Norte-Americano e confessor dos Missionários da Caridade. Ele morava na Villa Stritch, uma residência para padres americanos que trabalhavam para a Santa Sé . Em 16 de outubro de 2009, após o anúncio de sua nomeação como bispo, a comunidade do Pontifício Colégio Norte-Americano o presenteou com uma cruz peitoral e um báculo.

### Diocese de Gaylord

#### Arcebispo Coadjutor
Em 7 de outubro de 2009, o papa Bento XVI nomeou Hebda o quarto bispo de Gaylord, Michigan. Hebda foi consagrada ao episcopado e instalada na Diocese em 1 de dezembro de 2009, em Santa Maria, Catedral de Nossa Senhora do Monte Carmelo, por Allen Henry Vigneron, Francesco Coccopalmerio, e Patrick R. Cooney Em novembro de 2013, Hebda foi eleito para presidir a Comissão de Assuntos Canônicos e Governança da Igreja da Conferência dos Bispos Católicos dos Estados Unidos (USCCB).

### Arquidiocese de Newark

#### Arcebispo
Hebda foi nomeado arcebispo coadjutor de Newark em 24 de setembro de 2013, onde o arcebispo John Myers disse que havia pedido a nomeação de alguém para ajudá-lo quando se aproximava da idade da aposentadoria. Hebda escolheu um dormitório na Universidade Seton Hall como sua residência. Ele defendeu Myers das queixas de que gastara uma quantia extravagante em aposentos para sua aposentadoria, observando que ele morava em aposentos compartilhados na reitoria da catedral em Newark por treze anos.

### Arquidiocese de São Paulo e Mineápolis

#### Administrador Apostólico
Em 15 de junho de 2015, o Papa Francisco aceitou as renúncias do Arcebispo John Clayton Nienstedt e do Bispo Auxiliar Lee A. Piché, da Arquidiocese de São Paulo e Minneapolis, que citaram a disposição do Direito Canônico que aconselha a renúncia de um bispo que "se torna [s ] menos capaz de cumprir seu cargo devido a problemas de saúde ou outra causa grave ". No mesmo dia, o Papa Francisco nomeou Hebda seu Administrador Apostólico para servir até que um novo arcebispo fosse instalado, embora Hebda permanecesse como Arcebispo Coadjutor de Newark.
Em setembro, Hebda se reuniu com representantes do capítulo da Coalizão Católica para a Reforma da Igreja, em Minnesota, um grupo para o qual seu antecessor não havia gostado. Eles discutiram como os leigos poderiam participar na definição das necessidades da arquidiocese e o que espera de seu próximo arcebispo. Hebda disse que "ficou encantado ao saber que eles compartilham meu interesse em participar de uma ampla consulta dos fiéis na avaliação das necessidades da arquidiocese" e "eu também fiquei feliz em compartilhar com eles alguns dos planos preliminares para essa consulta, e apreciei sua contribuição e oferta de colaboração ". Ele organizou uma série de reuniões públicas - "sessões de escuta" - por toda a diocese para permitir que paroquianos católicos, clérigos e funcionários expressassem suas opiniões sobre a nomeação de um novo arcebispo.
Durante seu mandato como administrador, a Arquidiocese chegou a acordo sobre um acordo civil com autoridades do Condado de Ramsey sobre procedimentos para evitar o abuso sexual infantil. Previa supervisão judicial por três anos. O caso civil foi resolvido em dezembro sob um plano que permitia uma maior supervisão da igreja. Os advogados de ambos os lados usaram o processo de audiência no caso civil para anunciar novas medidas destinadas a reforçar esse acordo. "A arquidiocese admite que não respondeu adequadamente e evitou o abuso sexual" das três vítimas, disse a arquidiocese em documentos apresentados no Tribunal do Condado de Ramsey. "A arquidiocese não conseguiu manter a segurança e o bem-estar dessas três crianças à frente de proteger os interesses de Curtis Wehmeyer e da arquidiocese. As ações e omissões da arquidiocese falharam em impedir os abusos que resultaram na necessidade de proteção e serviços para essas três crianças ". Em uma carta aos católicos da arquidiocese, Hebda escreveu: "Estamos concordando em implementar o plano dentro de um prazo determinado e ser responsabilizados por esse compromisso". Ele chamou o assentamento de "o indicador mais público de que essa arquidiocese embarcou seriamente em uma jornada de auto-reflexão, avaliação e ação". Em seu tempo como administrador, menos de um ano, ele lidou com vários casos de padres acusados de abuso sexual de menores, removendo-os e restabelecendo-os.
Em 24 de março de 2016, ele foi nomeado arcebispo de Saint Paul e Minneapolis, momento em que terminou sua nomeação como arcebispo coadjutor de Newark. Ele foi instalado na Catedral de São Paulo em 13 de maio de 2016.